# Eisenbahnunfall von Eisleben
Der Eisenbahnunfall von Eisleben war ein Auffahrunfall am 16. April 1946 (nach anderen Angaben: 18. April 1946) und wurde durch den Eingriff von Soldaten der sowjetischen Armee in den Eisenbahnbetrieb mitverursacht. 24 Tote und zahlreiche Verletzte waren die Folge.

## Ausgangslage
Das zweite Gleis der Bahnstrecke Halle–Eisleben wurde als Reparationsleistung abgebaut. Ein Arbeitszug, bestehend aus einer Lokomotive und einem Güterwagen, der mit Soldaten der Roten Armee als Passagiere besetzt war, die Anweisungen zu den laufenden Demontagearbeiten gaben, war aus Richtung Halle unterwegs. Der Zug hielt jeweils an, wenn Weisungen zu erteilen waren. Nachdem er Röblingen am See erreicht hatte, sollte nun nach Eisleben durchgefahren werden. Das aber war problematisch, da das einzig verbliebene und befahrbare Gleis von mehreren Zügen beansprucht wurde. Das waren in Richtung Eisleben der Arbeitszug und der Personenzug 592 von Halle, der mittlerweile in Röblingen eingetroffen war. Weiter kamen zwei Güterzüge aus Richtung Eisleben. Einer stand bereits im Bahnhof Helfta, ein weiterer fuhr auf Helfta zu. In dieser betrieblich engen Situation wollte der Fahrdienstleiter den Arbeitszug dem Personenzug anhängen, ihn wie eine Schiebelokomotive einsetzen, und so eine Fahrplantrasse sparen.

## Unfallhergang
Die sowjetischen Soldaten weigerten sich zuzulassen, dass der Arbeitszug an den Personenzug gehängt wurde. Der Fahrdienstleiter ließ sich darauf ein, den Arbeitszug dem Personenzug als ungesicherte Zugfahrt folgen zu lassen. Wegen Problemen mit der Dampfzufuhr der Lokomotive und wegen weiterer Haltewünsche der Soldaten fuhr der Personenzug weit voraus. Vor dem Einfahrsignal des Bahnhofs Eisleben musste er halten, da die Signalisierung auf der Strecke dem eingleisigen Betriebszustand noch nicht angepasst war, um einen schriftlichen Fahrbefehl entgegenzunehmen. Der Lokomotivführer des folgenden Arbeitszuges erkannte den stehenden Zug zu spät und fuhr auf.

## Folgen
24 Menschen starben. Darüber hinaus wurden 16 schwer und 23 leicht verletzt. Fünf deutsche Eisenbahner wurden als die Schuldigen ausgemacht und von einem Militärgericht zu Strafen bis zu zehn Jahren Gefängnis verurteilt. Der Präsident der Reichsbahndirektion Halle, Oelkers, der es gewagt hatte, auf die Mitverantwortung der sowjetischen Militärs hinzuweisen, erhielt von der Staatsanwaltschaft eine Rüge.